# Puliankudi
Puliankudi es una ciudad y municipio situada en el distrito de Tenkasi en el estado de Tamil Nadu (India). Su población es de 66034 habitantes (2011). Se encuentra a 31 km de Tenkasi.

## Demografía
Según el censo de 2011 la población de Puliankudi era de 66034 habitantes, de los cuales 32843 eran hombres y 33191 eran mujeres. Puliankudi tiene una tasa media de alfabetización del 77,36%, superior a la media estatal del 80,09%: la alfabetización masculina es del 85,97%, y la alfabetización femenina del 68,86%.